# Lauku māte
Lauku māte, lett. »Feldmutter« ist eine der vielen göttlichen Muttergottheiten in der lettischen Mythologie. Sie wird bereits im Jahre 1649 von Paul Einhorn genannt:

„Wann sie auffs Feld hinausz gehen, so ruffen sie die Laukemate, die Mutter oder Göttin der Felder oder der Acker an, wie sie denn auch derselben dancken, wann das Getreide wol stehet.“

## Lauko sargai und Laukpatis
In der litauischen Mythologie waren die Lauko sargai (»Feldhüter«) bekannt, die laut dem Katechismus von  Martynas Mažvydas für Feldfrüchte verehrt wurden. Dagegen nennt Jan Łasicki einen Lavvcpatimo (für *Laukpatims, was ein Dativ Plural von Laukpatis »Flurenherr« ist), der von denen verehrt wurde, »die sich an das Pflügen und Säen begeben«.